# 徐潮
徐潮（1647年—1715年），字青來，浙江杭州府錢塘縣人，清朝政治人物。

## 生平
康熙十二年（1673年）癸丑科進士，選翰林院庶吉士，散館授檢討，歷升左春坊左贊善、詹事府少詹事，三十一年（1692年）升工部右侍郎，三十三年（1694年）任會試副考官，丁母憂歸里。服闋，三十七年（1698年）起為刑部左侍郎，三十九年（1700年）巡撫河南，四十三年（1704年）升戶部尚書，充經筵講官，兼翰林院掌院學士，負責教習庶吉士，四十四年（1705年）隨康熙帝南巡，受命前往河南，四十七年（1708年）調吏部尚書，四十九年（1710年）引疾乞休，以原官致仕，五十四年（1715年）卒，朝廷賜祭葬。乾隆初年追諡文敬。《清史稿》有傳。

## 家族
子徐本，太子太保、東閣大學士、軍機大臣兼戶部尚書；徐杞，宗人府府丞。

## 延伸阅读
[在维基数据编辑]
 《清史稿·卷276》，出自趙爾巽《清史稿》
 在维基共享资源阅览影像